# 堀坂
堀坂（ほりさか）は、岡山県津山市にある地名。郵便番号は708-1103。

## 地理
加茂川の東に位置する。北は妙原、西は綾部、吉見、東は新野山形、西下に接する。

### 河川
- 加茂川

## 歴史

### 沿革
- 1889年6月1日 - 町村制施行により、勝北郡堀坂村が同郡津川原村、妙原村と合併、滝尾村となり、堀坂村は大字堀坂となり、役場が置かれる。
- 1900年4月1日 - 勝北郡が勝南郡と合併し、勝田郡となる。
- 1954年7月1日 - 滝尾村が周辺の村とともに津山市に編入される。

## 世帯数と人口
2021年（令和3年）1月1日現在の世帯数と人口は以下の通りである。
| 町丁 | 世帯数  | 人口  |
| ---- | ------- | ----- |
| 堀坂 | 185世帯 | 446人 |

## 小・中学校の学区
市立小・中学校に通う場合、学区は以下の通りとなる。
| 番地 | 小学校             | 中学校               |
| ---- | ------------------ | -------------------- |
| 全域 | 津山市立清泉小学校 | 津山市立津山東中学校 |

## 交通

### 鉄道
- JR因美線美作滝尾駅

### 道路
- 岡山県道6号津山智頭八東線
- 岡山県道348号堀坂勝北線

## 施設
- 津山市清泉公民館
- 滝尾郵便局
- 堀坂神社
- 山陽新聞神庭販売所